# Angsjön, Halland
Angsjön är en sjö i Falkenbergs kommun i Halland och ingår i Ätrans huvudavrinningsområde. Sjön har en area på 0,0443 kvadratkilometer och ligger 146,4 meter över havet.

## Delavrinningsområde
Angsjön ingår i det delavrinningsområde (633959-132920) som SMHI kallar för Mynnar i Ätran. Medelhöjden är 145 meter över havet och ytan är 15,17 kvadratkilometer. Det finns inga avrinningsområden uppströms utan avrinningsområdet är högsta punkten. Vattendraget som avvattnar avrinningsområdet har biflödesordning 2, vilket innebär att vattnet flödar genom totalt 2 vattendrag innan det når havet efter 52 kilometer. Avrinningsområdet består mestadels av skog (80 procent). Avrinningsområdet har 0,48 kvadratkilometer vattenytor vilket ger det en sjöprocent på 3,1 procent. Bebyggelsen i området täcker en yta av 0,25 kvadratkilometer eller 2 procent av avrinningsområdet.